# Stipa eminens
Stipa eminens är en gräsart som beskrevs av Antonio José Cavanilles. Stipa eminens ingår i släktet fjädergrässläktet, och familjen gräs. Inga underarter finns listade i Catalogue of Life.